# Tanysiptera ellioti
El alción colilargo de la Kofiau (Tanysiptera ellioti) es una especie de ave coraciforme de la familia Alcedinidae. Algunos lo consideraban una subespecie del alción colilargo común (T. galatea). 

## Distribución geográfica
Es endémica la isla indonesia de Kofiau, en las islas Raja Ampat.